# 岩村站
岩村站（日语：／ Iwamura eki */?）是位於岐阜縣惠那市岩村町，明知鐵道的明知線車站。車站編號為5。

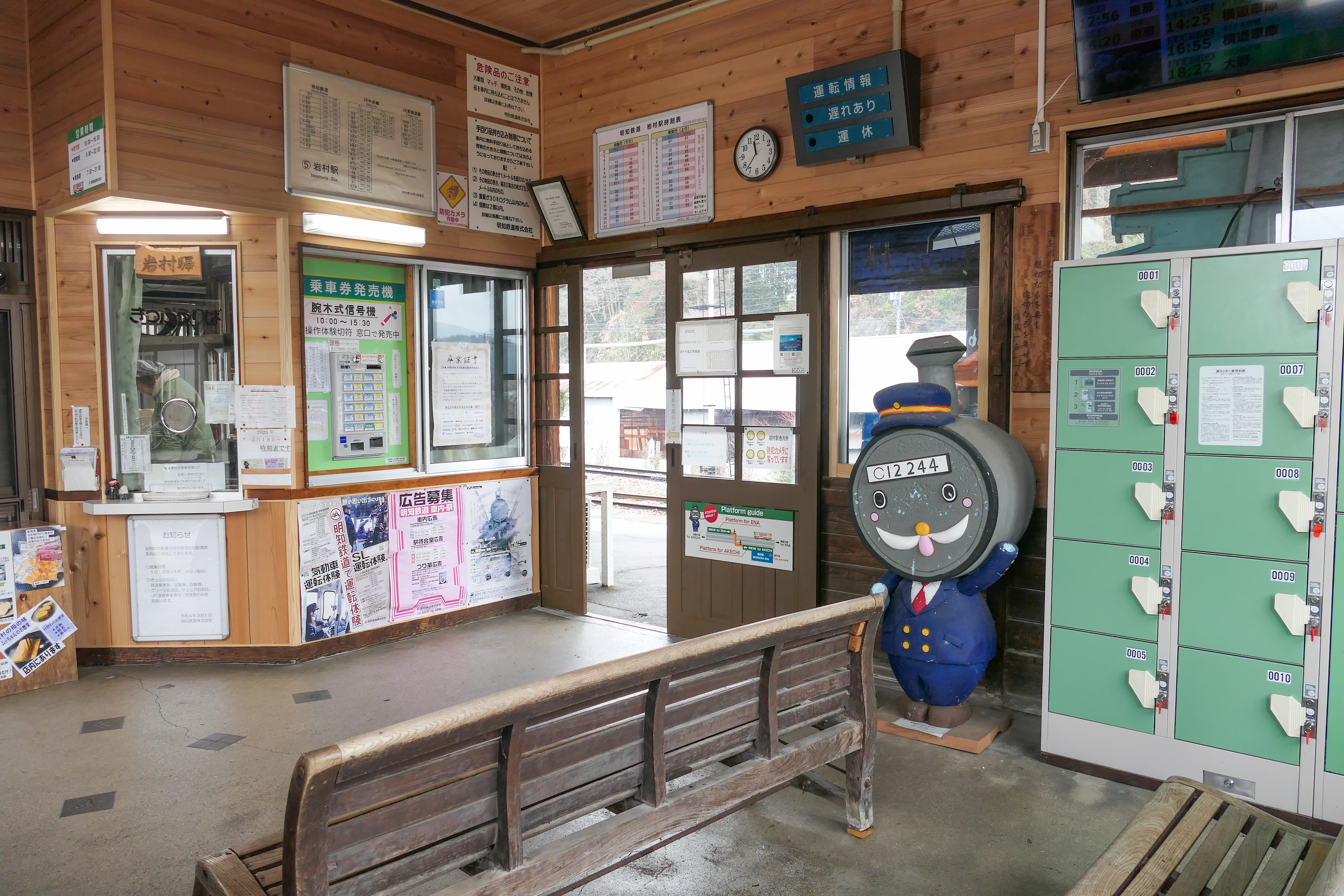
車站內部（2024年3月）

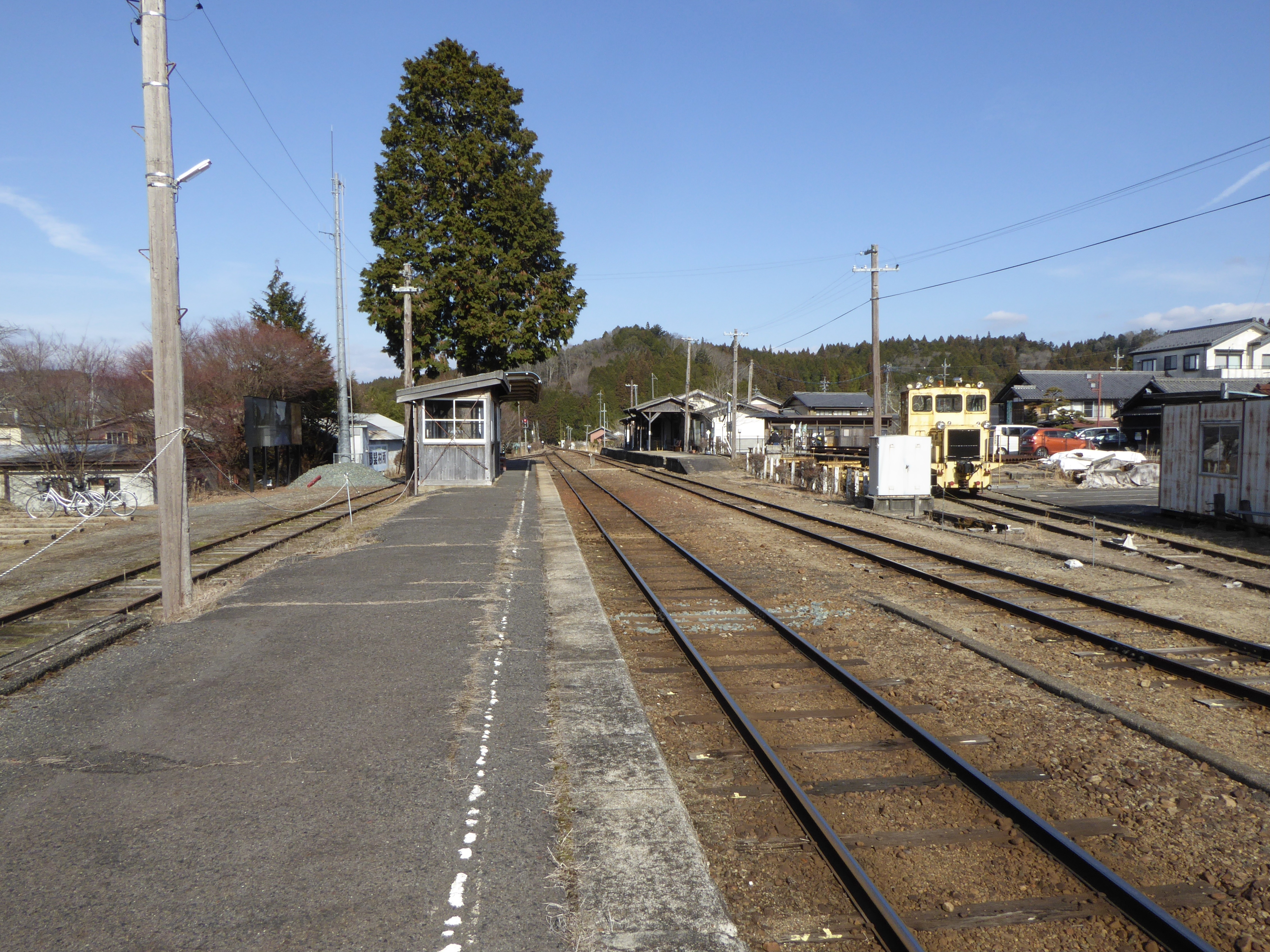
月台（2022年1月）

## 歷史
- 1934年1月26日：國有鐵道明知線阿木站至此站之間開通，此站啟用，當時為一般車站[2]。
- 1974年12月1日：終止車載貨物與行李起卸業務，變為純旅客車站。
- 1985年11月16日：明知線由明知鐵道承繼[1]。
- 2004年3月29日：閉塞方式變更，臂板號誌機停止使用。

## 車站構造
車站是一座地面車站，設有2面2線相對式月台（千鳥式月台）。此站是明知線內唯一可列車交會的車站。兩月台之間設有站內平交道連接。
此站是有人車站。車站大樓內設有觀光詢問處。

## 車站周邊
基本上車站位於住宅區內，設有一座大型站前廣場。步行3分鐘可到達岩村町商店街。
- 岩村地域振興事務所（舊 岩村町公所）
- 岩村城蹟（日本100名城　日本三大山城）
- 中馬街道
- 岩村本通（重要傳統的建造物群保存地區）
- 惠那市立岩邑小學（日语：恵那市立岩邑小学校）
- 惠那市立岩邑中學（日语：恵那市立岩邑中学校）
- 岐阜縣立惠那特別支援學校（日语：岐阜県立恵那特別支援学校）（舊岐阜縣立岩村高等學校（日语：岐阜県立岩村高等学校））
- 國道257號（日语：国道257号）
- 國道363號（日语：国道363号）
- 國道418號

## 巴士路線
- 惠那市自主運行巴士 上矢作線等

## 其他
- 在櫃臺中購買硬式車票。營業時間為10:00～16:00。其餘時間無人當值。
- 在2001年（平成13年）被選定為「中部車站百選」之一。
- 在2004年3月29日前，此站設有臂板號誌機。在2006年4月11日，站內的臂板號誌機以「工業遺產」的形式重現，在站員的指導下讓參加者試操作該號誌機。
- 在2012年（平成24年）電影「啄木鳥與雨」中，出現了此站的名稱與外觀。
- 在2013年（平成25年）11月11日晚上9起，於TBS系列電視台播映的秋天電視劇特別企劃中，曾經於此站取景。在劇中的虛構車站名為「(加子母)」站。
- 在2018年（平成30年）上旬，NHK的連續電視小說《半邊藍天》中，劇中「貓頭鷹商店街」於站前岩村町本通（日语：岩村町本通り）西町商店街取景，但是車站場景中沒有選取於此站取景，這是由於場景中需要跨線橋，因此使用了其他車站（澤入站）[3]。

## 相鄰車站
明知鐵道
明知線
極樂（6）－岩村（5）－花白溫泉（4）

## 注腳
1. 1 2  曾根悟（監修）. 朝日新聞出版分冊百科編集部（編集） , 编. . 週刊朝日百科. 26号 長良川鉄道・明知鉄道・樽見鉄道・三岐鉄道・伊勢鉄道. 朝日新聞出版. 2011-09-18: 13、17頁 （日语）.
2. ↑  日本《官報》第2114號「鐵道省告示第17號」，1934年1月22日：第502頁。
3. ↑  ｢半分､青い｡｣に明知鉄道が登場しないワケ 地元駅ではなかった鈴愛と律｢あの名シーン｣ （页面存档备份，存于）（日語） 東洋經濟Online 2018年9月8日，2019年11月20日參閲